# Grad Goričane
Za obstoječo zgradbo glej dvorec Goričane.
Grad Goričane (nemško Görtschach, Gorizach) je nekoč stal na griču nad sedanjo graščino Goričane ob cesti med Medvodami in Škofjo Loko. V razvaline je bil prepuščen že v 1. polovici 17. stoletja in o njem priča le nekaj kamnov. 

## Zgodovina
Grad naj bi bil po nekaterih posrednih virih zgrajen okoli leta 928. Gradoslovec I. Stopar pa njegov nastanek postavlja v 12. stoletje. V listini iz leta 928 je omenjen plemič Pribislav (Pribizlaus), ki je prejel od cesarja Otona III. nekaj posestev pri Medvodah. Šlo naj bi za posestvo Goriče. Prve listine o obstoju gradu so iz leta 1178, ko ga je Ulrik podaril Stiškemu samostanu. Kot grad Goričane (Castrum Gortschach) je omenjen v listinah iz leta 1256, kot grad Goriče (Castrum Gorizach) pa leta 1261. Valvazor navaja, da je imel grad v lasti »Ulitzamannus von Gortschach«, vendar so bili vitezi Goričanski le ministeriali Spanheimskih grofov. Po tem so grad imeli v lasti Grofje Strmški (tudi grofje Sternbergi) in od 2. polovice 14. stoletja Ortenburžani. Po izumrtju Ortenburžanov so leta 1418 grad podedovali Celjski grofje. Po izumrtju slednjih leta 1456 pa so grad in gospoščino pridobili Habsburžani. 
Habsburški cesar Friderik III. je decembra 1461 ustanovil ljubljansko škofijo in ji hkrati prepustil tudi grad Goričane. Grad je močno razmajal potres leta 1511, nato pa ga je leta 1613 opustošil požar, ki ga je zanetila strela. Ljubljanski škof Tomaž Hren ga v dobi reformacije ni dal več obnavljati in je ostal v razvalinah. Razvaline starega gradu je škof Oton grof Puchheim (1641-1664) uporabil pri gradnji nove graščine v bližini.